# First Contact (Spiel)
First Contact (russisch: Первый контакт) ist ein Kommunikationsspiel des russischen Spieleautors Damir Khusnatdinov, das 2018 bei dem Spieleverlag Cosmodrome Games in Russland sowie in den Folgejahren international erschien. Eine deutschsprachige Version wurde 2019 von HUCH! veröffentlicht. Das Spiel wird in asymmetrischen Gruppen von „Ägyptern“ und „Außerirdischen“ gespielt, die sich jeweils die gegenseitige Sprache beibringen und so spezifische Gegenstände austauschen müssen. Innerhalb der Gruppen müssen die Spieler teilweise zusammenarbeiten, es gibt jedoch jeweils einen Gewinner pro Gruppe, wodurch das Spiel nicht kooperativ ist. 

## Thema und Ausstattung
Bei dem Spiel handelt es sich um ein Kommunikationsspiel, bei dem es um einen Erstkontakt zwischen Menschen und Außerirdischen geht. Dabei landen Außerirdische im Alten Ägypten und treffen dort auf die Bevölkerung. Die Außerirdischen wollen bestimmte Artefakte mit auf ihren Planeten nehmen und müssen den Ägyptern vermitteln, was sie haben möchten. Da sie allerdings eine für die Ägypter unbekannte Sprache sprechen, müssen sie sich erst mit diesen auf Vokabeln zur Verständigung einigen. Das Spiel enthält dabei Elemente des Spiels Codenames, unterscheidet sich von diesem jedoch deutlich.
Neben der Spielanleitung besteht das Spielmaterial aus:
- 60 Objektkarten mit möglichen Gegenständen,
- 12 Auftragskarten,
- ein Standfuß für die aktuellen Aufträge,
- einem Sichtschirm für die Außerirdischen und 4 Sichtschirmen für die Ägypter,
- einer gemeinsame Schreibtafel für die Außerirdischen,
- 5 abwischbaren Stiften,
- 12 Sprachtafeln mit Übersetzungen der außerirdischen Schrift,
- 4 Wahltafeln,
- 4 Notiztafeln, und
- 75 Gunstzeichen in drei Farben.

## Spielweise

### Vorbereitung
Abhängig von der Spieleranzahl wird vor dem Spiel bestimmt, welche Spieler als Ägypter und welche als Außerirdische spielen. Dabei ist das Spiel für maximal vier Ägypter und drei Außerirdische ausgelegt, die sich am Tisch gegenübersitzen sollten. Jeder Ägypter bekommt ein Set aus einem Sichtschirm, einer Wahltafel und einer Notiztafel sowie einen Stift und platziert diese vor sich. Die Außerirdischen bekommen einen gemeinsamen Sichtschirm, eine zufällig ausgewählte Sprachtafel und eine ebenfalls zufällig bestimmte Auftragskarte mit Standfuß und die gemeinsam zu nutzende Schreibtafel sowie ebenfalls einen Stift. Die Sprachtafel und die Auftragskarte werden so hinter dem Sichtschirm abgelegt, dass sie von den Ägyptern nicht gesehen werden können. Jeder Außerirdische bekommt zusätzlich noch jeweils alle Gunstzeichen einer Farbe. In der Tischmitte wird eine Auslage aus 25 zufälligen Objektkarten in einem Raster von fünf mal fünf Karten ausgelegt.

### Spielablauf
Das Spiel wird in mehreren Runden und darin in jeweils zwei Phasen, jeweils einer für die Ägypter und einer für die Außerirdischen, gespielt. Während des gesamten Spiels dürfen die Mitspieler nicht über die zu erratenen Gegenstände oder die Eigenschaften sprechen. Um den Einstieg zu beschleunigen, kann vor dem eigentlichen Spiel eine „Erste-Worte-Runde“ festgelegt werden, bei der jeder Ägypter bereits ein Wort erfragen kann, das von den Außerirdischen jeweils für alle Ägypter übersetzt wird. Zudem können die Spieler entscheiden, ob sie eine lange Runde mit je fünf Gegenständen pro Außerirdischen oder eine kurze mit je drei Gegenständen spielen wollen, und wählen entsprechend die Kartenseite der Auftragskarte.
Jede Spielrunde beginnt mit einer Ägypter-Phase. Nacheinander versuchen die Ägypter jeweils ein Wort in der Aliensprache zu erlernen. Dafür dreht der jeweils aktive Spieler bis zu fünf Karten der Objektauslage um 90 Grad, die seiner Meinung nach die zu erfragende Eigenschaft aufweisen. Auf dieser Basis überlegen die Ägypter gemeinsam, welchen Begriff der Ägypter wissen möchten und schreiben entsprechendes Zeichen von ihrer Sprachtafel auf ihre Schreibtafel. Die Ägypter, auch die gerade nicht aktiven, schreiben nun die entsprechende Vokabel zu der Eigenschaft auf. Sind sie unsicher, ob das genutzte Wort korrekt ist, können sie den Begriff mit einem Fragezeichen markieren oder das Zeichen in die Zeile für unbekannte Zeichen setzen. Alle Schreibtafeln bleiben dabei immer hinter dem Sichtschirm und dürfen weder für die Außerirdischen noch für die anderen Ägypter sichtbar sein. Am Ende des Zuges werden alle Objekte wieder umgedreht.
Haben alle Ägypter jeweils ein Wort erfragt, erfolgt die Alien-Phase. Die Außerirdischen Spieler spielen nacheinander immer in der festen Reihenfolge rot, blau und grün. Auf der Auftragskarte hinter ihrem Sichtschirm finden sie jeweils die die Gegenstände im ausliegenden Raster, die sie als Artefakte mit auf ihren Planeten nehmen müssen. Der aktuell aktive Außerirdische beschreibt einen oder mehrere gewünschte Gegenstände auf der Schreibtafel mit Hilfe der ihm zur Verfügung stehenden Vokabeln, wobei er natürlich solche Zeichen bevorzugt, die den Ägyptern bereits bekannt sind und die von ihm benötigten Gegenstände möglichst präzise beschreiben. Zudem kann er Eigenschaften verneinen, indem er einen waagerechten Strich über dem Begriff platziert. Jeder Ägypter kreuzt nun auf seiner Wahltafel eine Kartenposition aus dem Raster an, die seiner Meinung nach dem gewünschten Gegenstand entspricht. Haben alle Ägypter einen Gegenstand ausgewählt, legen sie die Tafeln offen vor ihren Schirm und der aktive Außerirdische belohnt jeden Ägypter mit einem Gunstmarker seiner Farbe, der ihm einen von ihm gewünschten Gegenstand bringt. Dabei ist es egal, ob es sich um den tatsächlich beschriebenen Gegenstand oder einen zufälligen Treffer handelt. Zudem platziert er jeweils einen Gunstmarker seiner Farbe auf den entsprechenden Gegenständen, die er bereits erhalten hat.

### Spielende und Auswertung
Das Spiel endet sofort, sobald ein Außerirdischer die von ihm gewünschten drei oder fünf Gegenstände vollständig bekommen hat. Dieser Außerirdische ist Gewinner des Teams der Außerirdischen. Unter den Ägyptern gewinnt der Spieler mit den meisten Gunstzeichen und bei einem Gleichstand derjenige, der auf seiner Tafel die meisten korrekten Übersetzungen der Außerirdischensprache aufweisen kann.

## Sonderregeln für zwei oder drei Spieler
Im Spiel mit zwei oder drei Spielern gibt es jeweils nur einen Außerirdischen und bis zu zwei Ägypter. Der Aufbau erfolgt entsprechend dem Grundspiel, der Außerirdische bekommt jedoch neun rote Gunstzeichen, die er in einer Reihe hinter dem Sichtschirm platziert, sowie beim Zwei-Spieler-Spiel zusätzlich die grünen und beim Drei-Spieler-Spiel auch die blauen Gunstzeichen.
Ziel des Spiels ist es, dem Außerirdischen acht gewünschte Gegenstände zu präsentieren, bevor ihm die roten Gunstzeichen ausgehen. Dabei legt der Außerirdische in jeder Runde jeweils ein rotes Plättchen zur Seite, zudem verliert er immer ein Plättchen, wenn ihm ein auf der Auftragskarte schwarz markiertes Objekt präsentiert wird. Mit den grünen Plättchen markiert er die korrekt erratenen Objekte im Kartenraster. Das Spiel zu zweit ist kooperativ, entsprechend gewinnen oder verlieren beide Spieler gemeinsam. Dabei hat in jeder Runde der Ägypter zwei Chancen, das jeweilig gesuchte Objekt zu finden. Beim Spiel zu dritt bekommt jeder Ägypter für die richtigen Antworten jeweils ein blaues Plättchen und es gewinnt der Spieler mit den meisten Plättchen bei Spielende.
Das Spiel endet, wenn der Außerirdische acht der gewünschten Objekte bekommen hat oder ein rotes Plättchen ablegen muss und keines mehr besitzt. Anhand der Anzahl der korrekten Objekte wird der Erfolg der Spieler ausgewertet.

## Veröffentlichung und Rezeption
Das Spiel First Contact wurde von dem russischen Spieleautor Damir Khusnatdinov entwickelt und 2018 bei dem in Moskau beheimateten Spieleverlag Cosmodrome Games auf Russisch und auf Englisch veröffentlicht. 2019 erschien das Spiel international in verschiedenen Sprachen: Eine deutschsprachige Version wurde von HUCH! veröffentlicht, zudem erschien es auf Italienisch (MS Edizioni), Französisch (Cosmodrome Games) und Chinesisch (Broadway Toys LTD).
Der Spielekritiker Udo Bartsch bezeichnet das Spiel als mäßig und zeigt sich wenig überzeugt. Er schrieb:

„FIRST CONTACT hat eine überragende Spielgeschichte, setzt sie aber nicht gelungen um. Das Spiel betreibt großen Aufwand und verbraucht viel Zeit, um ein paar Begriffe mit Schriftzeichen zu verbinden. Bis das Handwerkszeug für eine planvollere Kommunikation beisammen ist, ist FIRST CONTACT vorbei. In jeder Partie stehen dieselben 25 Begriffe zur Auswahl und es zeigt sich, dass häufig dieselben („Mensch“, „Pflanze“ etc.) zuerst abgefragt werden, während andere erst später oder gar nicht an die Reihe kommen. Die Aliens sind auf passende Vorlagen angewiesen. Eine originelle oder kreative Verwendung der Schriftzeichen führt seltener zum Erfolg als bewusste oder unbewusste Unschärfe.“

## Belege
1. 1 2 3 4 5 6 7 8 9  First Contact (Memento des Originals vom 11. Januar 2020 im Internet Archive)  Info: Der Archivlink wurde automatisch eingesetzt und noch nicht geprüft. Bitte prüfe Original- und Archivlink gemäß Anleitung und entferne dann diesen Hinweis., Spieleanleitung, HUCH! 2019
2. ↑  First Contact, Versionen bei BoardGameGeek. Abgerufen am 11. Januar 2020.
3. ↑  Udo Bartsch: First Contact auf Rezensionen für Millionen, 30. Dezember 2019; abgerufen am 11. Januar 2020.